# Karl August af Schmidt
Karl August af Schmidt, född den 16 juni 1840 i Nyköping, död den 30 juni 1902 i Vadstena, var en svensk arkivman, författare och tecknare.
Han var son till översten Carl Johan Georg af Schmidt och Henrietta Maria Aurora Carlheim-Gyllensköld. Schmidt blev student vid Uppsala universitet 1861 och amanuens vid Landsarkivet i Vadstena 1899. Schmidt gjorde sig känd som en topografisk och personhistorisk författare och utgav bland annat Anteckningar om Rönö härad och En adlig och furstlig hofpredikant under 1600-talets senare hälft. Han var även verksam som tecknare och avbildade en mängd kulturhistoriska föremål bland annat den nu förstörda bilden av S:t Laurentius martyrium på triumfkrucifixet i Lids kyrka som återutgavs i Sörmlandsbygden 1954.